# Consiglio dei rappresentanti (Iraq)
Il Consiglio dei Rappresentanti dell’Iraq (in arabo: مجلس النواب , Majlis an-Nuwwāb al-ʿIrāqiyy, in curdo: ئه‌نجومه‌نی نوێنه‌ران , Enjumen-e Nûnerên) è de facto il parlamento monocamerale della Repubblica d’Iraq. Al 2020 è composto da 329 seggi e si riunisce nella capitale Baghdad, all'interno della Zona verde.

## Storia

### La monarchia
Il primo parlamento iracheno eletto venne formato in seguito all'istituzione di una monarchia costituzionale nel 1925. La costituzione del 1925 prevedeva un parlamento bicamerale, il cui ramo inferiore, la Camera dei Deputati dell'Iraq o il Consiglio dei Rappresentanti (Majlis an-Nuwwab) sarebbe stato eletto sulla base del suffragio universale maschile. Il ramo superiore, il Senato dell'Iraq (Majlis al-A'yan) era invece nominato dal re. Sedici elezioni si sono svolte tra il 1925 e il colpo di Stato del 1958.
Il 17 gennaio 1953 si sono svolte le elezioni per la Camera dei Deputati (nota anche come Assemblea Nazionale). Dopo alcune controversie sull'attuazione del Patto di Baghdad, il primo ministro Nuri al-Sa'id ha indetto nuove elezioni l'anno seguente, all'inizio del 1954. Al-Sa'id ha sciolto l'assemblea poco dopo e ha iniziato a governare con decreto, ma venne costretto dall'opposizione ad indire una terza elezione entro tre anni. L'assemblea è stata sospesa ancora una volta nel 1958, quando un colpo militare ha deposto al-Sa'id, la monarchia e abolito il parlamento.

### Sotto Saddam Hussein
La costituzione del 1970 ha creato una repubblica con un'Assemblea Nazionale eletta (al-Majlis al-Watani). Tuttavia, le elezioni per l'Assemblea non si sono svolte fino al giugno 1980, sotto il nuovo presidente militare dell'Iraq, Saddam Hussein. Altre elezioni si sono svolte tra il 1989 e il 2003. Le elezioni per i suoi membri non sono state considerate libere e regolari dalla comunità internazionale. Solo i membri del partito Baath di Hussein sono mai stati eletti.

### Periodo transitorio
Nel 2003, Saddam Hussein è stato deposto dagli Stati Uniti d'America, il Regno Unito e i loro alleati durante la guerra in Iraq. Nel marzo 2003 un consiglio di governo creato dall'Autorità Provvisoria di Coalizione ha firmato una costituzione provvisoria che prevedeva l'elezione di un'Assemblea Nazionale transitoria dopo la fine di gennaio 2005. Questa Assemblea avrebbe redatto una costituzione permanente che sarebbe quindi stata sottoposta all'approvazione del popolo iracheno in un referendum generale.
Le elezioni per questa Assemblea Nazionale transitoria (al-Jam`iyya al-Wataniyya) si sono svolte il 30 gennaio 2005. Il Partito dell'Alleanza Nazionale Irachena (ANI) ha vinto la maggioranza dei seggi con il 48% dei voti popolari, ottenendo 140 seggi. Ottantacinque membri dell'assemblea erano donne.
Le trattative tra l'ANI e altri partiti per formare un governo di coalizione hanno avuto inizio subito dopo le elezioni. L'assemblea ha tenuto la sua prima riunione il 16 marzo 2005. Dopo settimane di negoziati tra i partiti politici dominanti, il 4 aprile 2005, il sunnita arabo Hajim al-Hassani è stato scelto come presidente; lo sciita Hussain Shahristani e il curdo Aref Taifour sono stati eletti come i suoi principali vice. L'Assemblea ha eletto Jalal Talabani a capo del Consiglio di Presidenza il 6 aprile e ha approvato la scelta di Ibrahim al-Jaafari e del suo gabinetto il 28 aprile.

### Costituzione del 2005
Secondo la costituzione permanente approvata il 15 ottobre 2005, l'autorità legislativa è affidata a due organi, il Consiglio dei Rappresentanti e il Consiglio dell'Unione.
Il Consiglio dei Rappresentanti è composto da 325 membri eletti per quattro anni, con due sessioni in ogni periodo annuale. Il Consiglio approva le leggi federali, controlla l'esecutivo, ratifica i trattati e approva le nomine di funzionari statali, elegge il presidente della repubblica, il quale sceglie un primo ministro dalla maggioranza di coalizione nel Consiglio. (Durante un periodo iniziale, un Consiglio Presidenziale di tre membri eletti dal Consiglio dei Rappresentanti svolse le funzioni del presidente della repubblica).
Le elezioni per il Consiglio dei Rappresentanti si sono tenute il 15 dicembre 2005. Il Consiglio si è riunito per la prima volta il 16 marzo 2006, esattamente un anno dopo la prima riunione dell'assemblea transitoria.
Il Consiglio dei Rappresentanti dell'Iraq ha lo stesso nome in arabo (مجلس النواب, Majlis an-Nuwwab) degli organi legislativi inferiori del Bahrein, del Marocco, della Giordania, dello Yemen e delle legislature unicamerali della Tunisia e del Libano.
Il Consiglio dell'Unione (Majlis al-Ittihad), era composto da rappresentanti delle regioni e delle province irachene. La sua composizione precisa e le sue responsabilità non furono definite nella costituzione e vennero stabilite dal Consiglio dei Rappresentanti. Al 2021, non sono stati compiuti passi concreti verso la creazione della camera superiore proposta.

### Attentato al Parlamento del 2007
Il 12 aprile 2007, durante un attacco suicida al parlamento iracheno, Mohammed Awad, membro del Fronte Iracheno di Dialogo Nazionale,  fu ucciso nella sala mensa del palazzo del parlamento e 22 sono rimasti feriti.

### Riforma elettorale del 2009
Il governo iracheno ha approvato un progetto di legge elettorale nel settembre 2009. Tuttavia, ci sono voluti due mesi e dieci rinvii per far passare la legge nel Consiglio dei Rappresentanti. Le principali aree di disputa riguardavano il sistema elettorale a liste aperte e l'elenco dei votanti nella provincia di Kirkuk, che i partiti arabi e turkmeni hanno affermato essere stati manipolati dal Governo Regionale del Kurdistan dell'Iraq.
L'United Nations Assistance Mission for Iraq (UNAMI) ha consigliato di modificare il sistema elettorale per consentire ai cittadini di votare per individui e liste di partito nella forma di rappresentanza proporzionale con liste aperte. Le ultime elezioni nazionali avevano utilizzato un sistema a liste chiuse, ma le elezioni delle province irachene del 2009 avevano utilizzato liste aperte. Alla fine, tutti i partiti ad eccezione dell'Alleanza Kurdistani hanno concordato di sostenere le liste aperte che sono state adottate. La legge ha aumentato la dimensione del Consiglio da 275 a 325 membri, pari a un seggio ogni 100.000 cittadini, come specificato nella Costituzione dell'Iraq.

### Riforme elettorali del 2018-19
Il Consiglio dei Rappresentanti ha votato il 11 febbraio 2018 per aggiungere un seggio aggiuntivo per le minoranze, nella provincia di Wasit per i curdi Feyli, facendo aumentare il numero totale di parlamentari a 329 prima delle elezioni parlamentari del 2018.
Come risultato delle proteste irachene del 2019, il Consiglio dei Rappresentanti ha approvato una nuova legge il 24 dicembre 2019 volta a facilitare l'ottenimento di un seggio per i politici indipendenti nel parlamento. La nuova legge divide ognuna delle province irachene in diversi distretti elettorali, con un deputato eletto ogni 100.000 persone, sostituendo così il sistema di rappresentanza proporzionale a livello nazionale con un sistema basato sui distretti. La nuova legge inoltre impedisce ai partiti di candidarsi in liste unificate.

### Elezioni del 2021
Dopo le elezioni parlamentari di ottobre 2021, c'è stata una crisi politica in Iraq, con i membri del Consiglio dei Rappresentanti dell'Iraq che non sono stati in grado di formare un governo di coalizione stabile o eleggere un nuovo presidente. Per 10 mesi il sistema politico nazionale è stato in un blocco politico. Il 3 agosto 2022, Muqtada al-Sadr ha chiesto nuove elezioni anticipate.

## Composizione e poteri
Il Parlamento dell’Iraq è composto da 329 deputati, aventi mandato quadriennale ed eletti tramite il sistema elettorale del Voto singolo non trasferibile a partire dal 2019, in base ad una riforma approvata lo stesso anno in seguito a numerose proteste di piazza.
Essi rappresentano il popolo e compongono il potere legislativo del paese, esercitato appunto dal Consiglio, il quale ha, oltre al compito di legiferare, quello di nominare il Presidente e il Primo Ministro e di redigere il bilancio statale.